# Fudoki
Les fudoki (風土記) sont des rapports commandés par l'impératrice Gemmei en 713 qui rapportent les coutumes, l'histoire, les traditions orales et les notes géographiques de chacune des provinces du Japon. Ils contiennent des documents agricoles, géographiques, historiques et mythologiques ainsi que des éléments du folklore japonais. Les manuscrits des fudoki documentent également les mythes locaux, des rituels et des poèmes qui ne sont pas mentionnés dans les chroniques Kojiki et Nihon Shoki, qui sont les documents les plus importants de la mythologie ancienne et de l'histoire nationale. Dans le cadre de l'unification nationale, la cour impériale adopte une série de codes pénaux et administratifs appelés ritsuryō et incite les provinces établies par ces lois à exercer un plus grand contrôle sur eux.
Seulement cinq de ces fudoki ont été conservés. Il s'agit de ceux des provinces de Bungo, de Hizen, de Harima, de Hitachi et d'Izumo.

## Kofudoki

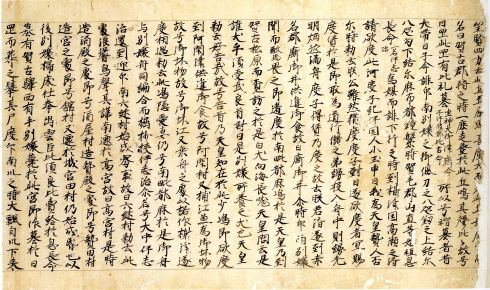
Rouleau du plus ancien fudoki encore existant de la province de Harima conservé à la bibliothèque centrale de Tenri dans la préfecture de Nara

Dans le sens le plus étroit, les fudoki se référent aux enregistrements les plus anciens appelés Kofudoki (古風土記) écrits à l'époque de Nara. La compilation des kofudoki, commencée en 713, est achevée sur une période de vingt ans. À la suite de la réforme de Taika en 646 et du code de Taihō mis en œuvre en 701, il est nécessaire de centraliser et solidifier le pouvoir de la cour impériale. Cela comprend la comptabilité pour les terres sous son contrôle. Selon le Shoku Nihongi, l'impératrice Gemmei publie en 713 un décret ordonnant à chacun des gouvernements provinciaux (ja:国衙, kokuga) de collecter et communiquer les informations suivantes :
- Les noms des districts et des cantons.
- Les ressources naturelles et les êtres vivants.
- La fertilité des sols.
- L'étymologie des noms des entités géographiques, comme les montagnes, les plaines et les rivières.
- Les mythes, légendes et contes rapportés oralement par les personnes âgées.

## Noms
Une exigence relative aux noms de lieux veut qu'ils soient écrits avec deux caractères kanji avec des connotations positives ce qui entraîne à l'occasion des changements de nom. Hayatsuhime (速津媛) par exemple devient Hayami (速見) et Ishinashi no Oki (無石堡), Ishii (石井).

## Manuscrits
Au moins 48 des provinces Gokishichidō constituent leurs propres documents mais seul celui d'Izumo nous est parvenu presque complet. Des éléments des documents de Hizen, Bungo, Harima et Hitachi restent et quelques passages de différents volumes restent dispersés dans différents livres. Ceux de Harima et Hizen sont désignés trésors nationaux.
Voici une liste de manuscrits existants et de passages épars.
| - Province de Yamashiro : Yamashiro no Kuni Fudoki 山城国風土記 - Province de Yamato : Yamato no Kuni Fudoki 大和国風土記 - Province de Settsu : Settsu no Kuni Fudoki 摂津国風土記 - Province d'Iga : Iga no Kuni Fudoki 伊賀国風土記 - Province d'Ise : Ise no Kuni Fudoki 伊勢国風土記 - Province de Shima : Shima no Kuni Fudoki 志摩国風土記 - Province d'Owari : Owari no Kuni Fudoki 尾張国風土記 - Province de Mikawa : Mikawa no Kuni Fudoki 参河(三河)国風土記 - Province de Suruga : Suruga no Kuni Fudoki ja:駿河国風土記 - Province d'Izu : Izu no Kuni Fudoki 伊豆国風土記 - Province de Kai : Kai no Kuni Fudoki 甲斐国風土記 - Province de Sagami : Sagami no Kuni Fudoki 相模国風土記 - Province de Shimōsa : Shimousa no Kuni Fudoki 下総国風土記 - Province de Kazusa : Kazusa no Kuni Fudoki 上総国風土記 - Province de Hitachi : Hitachi no Kuni Fudoki ja:常陸国風土記 - Province d'Ōmi : Ōmi no Kuni Fudoki ja:近江国風土記 - Province de Mino : Mino no Kuni Fudoki 美濃国風土記 - Province de Hida : Hida no Kuni Fudoki 飛騨国風土記 - Province de Shinano : Shinano no Kuni Fudoki 信濃国風土記 - Province de Mutsu : Mutsu no Kuni Fudoki 陸奥国風土記 | - Province de Wakasa : Wakasa no Kuni Fudoki 若狭国風土記 - Province d'Echizen : Echizen no Kuni Fudoki 越前国風土記 - Province d'Echigo : Echigo no Kuni Fudoki 越後国風土記 - Province de Tango : Tango no Kuni Fudoki ja:丹後国風土記 - Province d'Inaba : Inaba no Kuni Fudoki 因幡国風土記 - Province de Hōki : Hōki no Kuni Fudoki 伯耆国風土記 - Province d'Izumo : Izumo no Kuni Fudoki ja:出雲国風土記 - Province d'Iwami : Iwami no Kuni Fudoki 石見国風土記 - Province de Harima : Harima no Kuni Fudoki ja:播磨国風土記 - Province de Mimasaka : Mimasaka no Kuni Fudoki 美作国風土記 - Province de Bizen : Bizen no Kuni Fudoki 備前国風土記 - Province de Bitchū : Bitchū no Kuni Fudoki 備中国風土記 - Province de Bizen : Bingo no Kuni Fudoki ja:備後国風土記 | - Province de Kii : Kii no Kuni Fudoki 紀伊国風土記 - Province d'Awaji : Awaji no Kuni Fudoki 淡路国風土記 - Province d'Awa : Awa no Kuni Fudoki 阿波国風土記 - Province de Sanuki : Sanuki no Kuni Fudoki 讃岐国風土記 - Province d'Iyo : Iyo no Kuni Fudoki 伊予国風土記 - Province de Tosa : Tosa no Kuni Fudoki 土佐国風土記 - Province de Chikuzen : Chikuzen no Kuni Fudoki 筑前国風土記 - Province de Chikugo : Chikugo no Kuni Fudoki 筑後国風土記 - Province de Buzen : Buzen no Kuni Fudoki 豊前国風土記 - Province de Bungo : Bungo no Kuni Fudoki ja:豊後国風土記 - Province de Hizen : Hizen no Kuni Fudoki ja:肥前国風土記 - Province de Higo : Higo no Kuni Fudoki 肥後国風土記 - Province de Hyūga : Hyūga no Kuni Fudoki 日向国風土記 - Province d'Ōsumi : Ōsumi no Kuni Fudoki 大隅国風土記 - Province de Satsuma : Satsuma no Kuni Fudoki 薩摩国風土記 - Province d'Iki : Iki no Kuni Fudoki 壱岐国風土記 |